# Courbe des possibilités de production

## Construction graphique

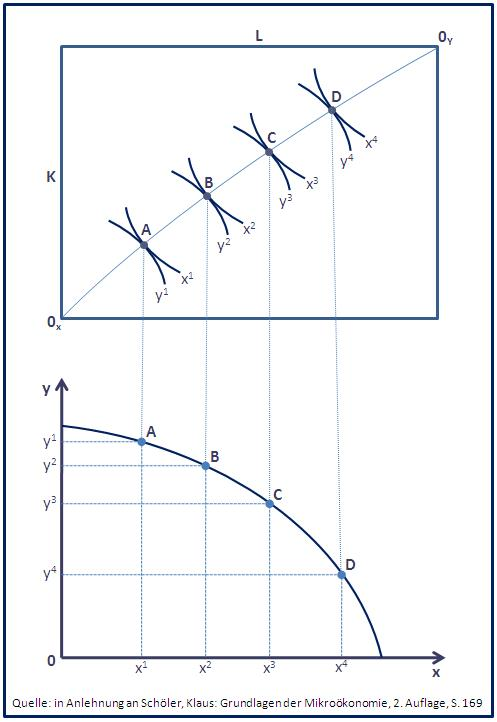
De la courbe optimale de production à la courbe des possibilités de production

Prenons le cas de deux facteurs de production d'une nation, le capital (K) et le travail (L). La boîte d'Edgeworth pour la production donne la répartition possible de ces facteurs pour la production de deux biens (X et Y). Les points sur la courbe, dite courbe optimale de production, correspondent à une utilisation efficiente des deux facteurs. Si on ne se trouve pas sur cette courbe, on peut augmenter la production d'un bien (ou des deux) en se déplaçant sur la courbe. Cette courbe est obtenue en prenant les points de tangence des isoquantes de X et Y.
Pour passer au deuxième graphique on procède de la manière suivante. On prend un point sur la courbe optimale de production et on regarde le niveau de production des deux isoquantes tangentes à ce point. On reporte les deux valeurs obtenues de X et Y sur le deuxième graphique. On procède ainsi pour tous les points et on obtient la courbe des possibilités de production. Lorsque X est le beurre et Y les canons on a le fameux dilemme d'une nation qui doit faire des choix, compte tenu de ses capacités de production.   
Si les facteurs de production augmentent (augmentation de travailleurs et accumulation de capital) alors la  courbe se déplace vers l'extérieur (plus de X et plus de Y). Le progrès technique a le même effet.
La courbe des possibilités de production a normalement une forme concave mais dans certains cas spéciaux elle pourrait être linéaire ou même convexe.

## Taux marginal de transformation des produits
La pente de la courbe des possibilités de production nous indique la diminution de la production de Y nécessaire à une augmentation unitaire de la production de X. Elle est appelée taux marginal de transformation des produits (TMT). Il ne s'agit pas de transformer des canons en beurre mais on utilise davantage de facteurs pour la production de beurre et moins pour la production de canons. Cette « transformation » devient toujours plus difficile (les ouvriers sont souvent spécialisés dans une production) et alors le taux de transformation des produits est normalement croissant.  